# Xabier de Antoñana
Xabier de Antoñana Chasco (Viana, 11 de agosto de 1933-8 de abril de 2021) fue un catedrático de francés, periodista, escritor y político español de ideología nacionalista vasca de izquierdas. Colaborador con varios medios escritos vascos, fue miembro del Parlamento de Navarra y concejal durante varias legislaturas en su localidad natal. Estaba casado y era padre de cuatro hijos.

## Biografía
Nació en Viana, Navarra, el 11 de agosto de 1933 en el seno de una familia tradicionalista. Su padre, Pablo Antoñana Angulo, fue maestro de Viana y durante la Segunda República se situaba próximo a la CEDA. Su madre, de convicciones carlistas, le transmitió esta ideología, que luego evolucionaría hacia el nacionalismo vasco. Su padre lo inició en los estudios hasta que empezó a estudiar bachiller en el instituto Sagasta, de Logroño, donde años más tarde ocupó la cátedra de francés.
Antes de decidirse a comenzar los estudios de lengua francesa, cursó dos años de Derecho y obtuvo el título de Secretario de Administración Local de Navarra, aunque no llegó a ejercer nunca como tal. En 1959 comenzó los estudios de francés en la universidad de la Sorbona, en París. En 1967, en la Universidad Complutense de Madrid, obtuvo la licenciatura en Filosofía y Letras, especialidad Filología francesa. De 1967 a 1969 trabajó como asistente de Lengua Castellana en la universidad de Montpellier (Francia). En 1970 consiguió la licenciatura en Ciencias de la Información (sección de Periodismo) por la Universidad Complutense de Madrid. Después de un año como profesor interino en el instituto Sagasta de Logroño, en 1972 viajó a Reino Unido ya que no le concedieron el certificado de buena conducta o adhesión al Movimiento Nacional que le exigían para continuar contratado en el instituto. 
En enero de 1973 se reincorporó al Sagasta como profesor no numerario. En 1978 obtuvo plaza definitiva como agregado a cátedra y en 1990 logró la cátedra de francés. Hasta su jubilación el 11 de agosto de 2003, a la edad de 70 años, su actividad docente se desarrolló en este instituto. Por otra parte, desde el año 1977 y hasta 2011, también ejerció como docente en la Universidad Nacional de Educación a Distancia de Logroño, donde impartió clases de francés.

## Actividad política
A principios de los años 70, y después de una larga estancia de casi 10 años en Madrid y Francia, regresó definitivamente a su localidad natal, Viana, donde comenzó su actividad política contra la corrupción administrativa en el Ayuntamiento. A final de los años 60 y comienzos de los 70, la oposición a la administración franquista es notoria en Viana, siendo normal que la gente suba a las sesiones del Ayuntamiento a expresar su opinión contraria a algunas de las decisiones que tomaba la Corporación municipal. En el Pleno que se celebra en Semana Santa de 1970, alguien del público insultó al alcalde. Por ese motivo, uno de los allí presentes es inculpado. Una docena de los vecinos también presentes en el salón de plenos, entre ellos Xabier de Antoñana, se autoinculpan por el mismo hecho. Como consecuencia de ello, son enviados al Tribunal de Orden Público (TOP), aunque el juicio no se llega a celebrar.
En las primeras elecciones de la Transición, el 3 de abril de 1979, es elegido miembro del Parlamento Foral de Navarra por la coalición Agrupación Electoral Tierra Estella (AETE), que se encuadra dentro de las Agrupaciones Electorales de Merindad (Amaiur), de las cuales es nombrado portavoz. En esta legislatura su mujer, María Luz Abalos Goikoetxea, también participa en la vida política municipal como concejal del Ayuntamiento de Viana.
En 1980 Antoñana se sumó, junto con otros parlamentarios, a una huelga de hambre para protestar por la detención del vicepresidente del Parlamento Foral de Navarra, José Antonio Urbiola. A los pocos días de comenzarla, el día 11 de septiembre, es trasladado en ambulancia al hospital provincial por prescripción facultativa. Los días precedentes había sufrido mareos y vómitos debido a su débil constitución física.
En julio de ese mismo año fue hospitalizado tras recibir una brutal paliza que le dieron unos convecinos contrarios a su actividad política. Sus agresores fueron condenados a 8 días de arresto domiciliario y a pagarle una pequeña indemnización que nunca hicieron efectiva porque se declararon insolventes.
En 1983 fue elegido concejal del Ayuntamiento de Viana, por la coalición Unidad Popular. En 1987 resultó de nuevo elegido concejal por la coalición local Unidad Popular. En 1999 se presentó a las elecciones municipales en las listas de Euskal Herritarrok, saliendo también elegido.
Amigo personal de Manuel de Irujo y de Telesforo de Monzón, a ambos dedicó lo que él considera lo mejor de su producción periodística y se declaró discípulo de sus doctrinas e ideas políticas y sociales.

## Actividad literaria
La producción literaria de Xabier de Antoñana Chasco es en lengua castellana. En 1958 Xabier de Antoñana comenzó su andadura periodística publicando ocasionalmente artículos de opinión en el periódico provincial El Pensamiento Navarro, medio en el que colaboró hasta 1967. A partir de 1978 fur columnista habitual del diario Egin. Al mismo tiempo escribía artículos regularmente en la revista semanal Punto y Hora de Euskal Herria, de la que fue director accidental durante varios años (1984-1986). Tras el cierre del diario Egin, continuó escribiendo regularmente en el periódico Gara. En los últimos años su actividad periodística se produce también en el diario Deia y en el Diario de Noticias de Navarra. 
En 1963 quedó finalista en el concurso de cuentos Ciudad de San Sebastián, con la obra Los nuevos lázaros.
En 1981 publicó el libro Bidegaina, relatos de un pueblo, que incluye catorce cuentos ambientados en la ciudad de nombre ficticio Bidegaina (la Viana natal del autor) y sobre sucesos de la guerra civil y otras circunstancias políticas. En ellos se muestra una clara intención crítica de la injusticia, el caciquismo y el nepotismo cerril que pervivió hasta tiempos relativamente recientes en pueblos pequeños como Bidegaina, y de aquellas autoridades de antes (alcaldes, agentes del orden, secretarios, escribanos...) que controlaban la vida de sus vecinos y a los que sólo movía el deseo de medrar.
En 1983 presentó la obra El legaña y otros relatos en el I Premio Navarra de novela corta en castellano. El premio fue declarado desierto por el jurado, concediéndose el segundo al escritor pamplonés Miguel Sánchez Ostiz. Sin embargo, el jurado otorgó una mención especial a Xabier de Antoñana por esta obra, que no puede ser premiada —pese a ser la de mayor calidad literaria— por no ajustarse a las bases del certamen.
En 1983 ganó el concurso de cuentos Villa de Bilbao, organizado por el Ayuntamiento de Bilbao, con el relato corto La esquela. Este concurso fue renombrado poco tiempo después como concurso de cuentos Gabriel Aresti.

## Actividad social y cultural
En los años de la Transición y siguientes, Xabier de Antoñana dedicó un gran esfuerzo al impulso de todo tipo de actividades culturales en su ciudad natal y a apoyar la enseñanza y expansión de la lengua vasca, idioma que estudia durante varios años, aunque sin llegar a dominarlo.
A principios de los años 70 presidió la peña Ultreya. En esta etapa esta sociedad recreativa recondujo su actividad exclusivamente lúdica hasta convertirse en la Sociedad Recreativa, Cultural y Deportiva Ultreya-Berri, que dinamizó de forma notoria la vida cultural y deportiva de Viana durante muchos años. En poco tiempo pasó de 60 socios a contar con más de 800 miembros. El 20 de julio de 1975, la sociedad inauguró un edificio de cuatro plantas dotado de una discoteca, una cafetería, un gimnasio y un salón de actos donde se celebrarán números actos culturales durante la Transición.
En 1978, junto con un grupo de vecinos, fundó la Ikastola Erentzun, centro educativo que en la actualidad sigue formando a los niños de Viana, utilizando el euskera como lengua vehicular. En 2007, con motivo de la celebración del Nafarroa Oinez en la localidad, la Ikastola Erentzun homenajeó a sus fundadores y a las personas que colaboraron activamente durante los primeros años de andadura de este centro educativo.
En 1989, siendo Antoñana concejal de Cultura, el Ayuntamiento de Viana convocó el concurso literario Premio Teodosio de Goñi, certamen que dejó de celebrarse cuando se produjo el siguiente cambio de corporación municipal.